# Kirghizistan aux Jeux olympiques
Le Kirghizistan a participé à 5 Jeux d'été et à 6 Jeux d'hiver. Aux Jeux olympiques d'été de 1992, les athlètes kirghizes ont participé sous les couleurs de l'Équipe unifiée, nom sous lequel se sont présentés les athlètes d'une partie des pays de l'ancienne Union soviétique.

Depuis 1994, le pays n'a gagné aucune médaille d'or, 3 médailles d'argent et 5 médailles de bronze.